# Municipio de Ness (Dakota del Norte)
El municipio de Ness (en inglés: Ness Township) es un municipio ubicado en el condado de Pierce en el estado estadounidense de Dakota del Norte. En el año 2010 tenía una población de 84 habitantes y una densidad poblacional de 0,88 personas por km².

## Geografía
El municipio de Ness se encuentra ubicado en las coordenadas 48°19′35″N 100°10′57″O / 48.32639, -100.18250. Según la Oficina del Censo de los Estados Unidos, el municipio tiene una superficie total de 95.16 km², de la cual 94,59 km² corresponden a tierra firme y (0,6 %) 0,57 km² es agua.

## Demografía
Según el censo de 2010, había 84 personas residiendo en el municipio de Ness. La densidad de población era de 0,88 hab./km². De los 84 habitantes, el municipio de Ness estaba compuesto por el 98,81 % blancos, el 1,19 % eran afroamericanos. Del total de la población el 1,19 % eran hispanos o latinos de cualquier raza.